# Solano (Philippinen)
Solano ist eine philippinische Stadtgemeinde in der Provinz Nueva Vizcaya. Im Jahre 2015 zählte sie 59.517 Einwohner.
Solano ist in die folgenden 22 Baranggays aufgeteilt:
- Aggub
- Bagahabag
- Bangaan
- Bangar
- Bascaran
- Communal
- Concepcion
- Curifang
- Dadap
- Lactawan
- Osmeña
- Pilar D. Galim
- Poblacion North
- Poblacion South
- Quezon
- Quirino
- Roxas
- San Juan
- San Luis
- Tucal
- Uddiawan
- Wacal